# عزلة بني سري (تعز)
عزلة بني سري هي إحدى عزل مديرية شرعب الرونة في محافظة تعز اليمنية ويبلغ تعداد سكانها 7914 نسمة حسب التعداد السكاني في اليمن لعام 2004.
اهم الاسر في هذه العزلة: اسرة بيت العباسي، بيت البرهمي، بيت العامري، بيت السروري
| - ع - ن - ت تقسيمات محافظة تعز | - ع - ن - ت تقسيمات محافظة تعز | - ع - ن - ت تقسيمات محافظة تعز |
| ------------------------------ | ------------------------------ | ------------------------------ |